# علم الوراثة النفسي
علم الوراثة النفسي هو مجال فرعي لعلم الوراثة العصبية وعلم الوراثة السلوكي مختص في دراسة دور الوراثة في تطور الاضطرابات النفسية (مثل الكحولية، والفصام، واضطراب ثنائي القطب والتوحد). يتمثل المبدأ الأساسي الكامن خلف علم الوراثة النفسي في اعتبار تعددية الأشكال الوراثية (كما يظهر من الارتباط الموجود مع تعدد أشكال النوكليوتيدات المفردة على سبيل المثال) جزءًا من مسببات الاضطرابات النفسية.
يمثل علم الوراثة النفسي إلى حد ما جوابًا جديدًا على سؤال قديم، «هل الحالات والانحرافات السلوكية والنفسية موروثة؟». يكمن الهدف من علم الوراثة النفسي في تحقيق فهم أفضل لأسباب الاضطرابات النفسية، وتسخير هذه المعرفة في تحسين وسائل العلاج والتطوير المحتمل للعلاجات المخصصة فرديًا بالاستناد إلى الملف الوراثي للفرد (انظر علم الصيدلة الجيني). بعبارة أخرى، يهدف علم الوراثة النفسي إلى تحويل بعض أجزاء علم النفس إلى فرع قائم على العلوم العصبية.
سمح التقدم الأخير في البيولوجيا الجزيئية بتحديد مئات المتغيرات الوراثية الشائعة والنادرة التي من شأنها المساهمة في نشوء الاضطرابات النفسية.

## لمحة تاريخية
بدأت أبحاث علم الوراثة النفسي في أواخر القرن التاسع عشر على يد فرانسيس غالتون (مؤسس علم الوراثة النفسي) المدفوع بأعمال تشارلز داروين ومفهوم إلغاء التمييز العنصري الخاص به. شهدت هذه الوسائل الدراسية تحسنًا ملحوظًا في وقت لاحق نتيجة تطوير العديد من الأدوات البحثية السريرية، والوبائية والقياسية الحيوية المتقدمة. مكنت هذه الوسائل البحثية المحسنة من تنفيذ دراسات دقيقة على العائلات والتوائم والتكيف. لاحظ الباحثون تأثير الجينات على تظاهر هذه الاضطرابات وميلها للحدوث بشكل جماعي في العائلات.

## الوروثية وعلم الوراثة
تُعتبر معظم الاضطرابات النفسية قابلة للتوريث؛ إذ كانت الوروثية المقدرة لاضطراب ثنائي القطب، والفصام والتوحد (80% أو أكثر) أعلى بكثير من نظيرتها المقدرة لأمراض أخرى مثل سرطان الثدي ومرض باركنسون. يُعتبر امتلاك أحد أفراد العائلة المقربين لمرض نفسي أكبر عامل خطر معروف للإصابة بهذا المرض حتى يومنا هذا. مع ذلك، وجدت تحليلات الارتباط الجيني ودراسات الترابط الجينومي الكامل عددًا قليلًا فقط من عوامل الخطر القابلة للانتقال.
يمثل التغاير إحدى العوامل الهامة الواجب النظر فيها عند التعامل مع علم الوراثة. أمكن تحديد نوعين من التغاير المرتبط مع علم الوراثة النفسي: السببي والسريري. يشير التغاير السببي إلى قدرة سببين أو أكثر على تحريض متلازمة سريرية واحدة بشكل مستقل. يشير التغاير السريري بدوره إلى قدرة سبب واحد على تحريض أكثر من متلازمة سريرية واحدة.
لُوحظ وجود العديد من عوامل الخطر الوراثية المرتبطة بالأنماط الظاهرية الداخلية للاضطرابات النفسية، عوضًا عن الارتباط بالتشاخيص نفسها. بعبارة أخرى، ترتبط عوامل الخطر بأعراض محددة، إذ لا ترتبط بالتشخيص ككل. تُعتبر الأنماط الظاهرية الداخلية في علم النفس وسيلة موضوعية لقياس بعض العمليات الداخلية المحددة بشكل موثوق مفتقر في غالبية الأحيان للأمراض التي ترتبط بها هذه العمليات. تقع هذه الأنماط في المسافة بين الجينات والعملية المرضية، وتساهم في إيجاد فهم أفضل لبيولوجيا الأمراض النفسية.
تمكن تحليل مقارن منهجي للعوامل الوراثية المشتركة والفريدة من تسليط الضوء على أبرز المجموعات الجينية والعمليات الجزيئية الكامنة خلف ستة من الاضطرابات النفسية العصبية الرئيسية: اضطراب نقص الانتباه مع فرط النشاط، واضطرابات القلق، واضطرابات طيف التوحد، واضطراب ثنائي القطب، واضطراب الاكتئاب الشديد والفصام. قد يسمح هذا في النهاية بتحقيق تحسينات على تشخيص هذه الأمراض المعيقة لحياة الفرد وعلاجها.  